# Лемешев, Владимир Иванович
Владимир Иванович Лемешев (Лемешов) (20 апреля (3 мая) 1911 — 27 февраля 1976) — советский футболист, защитник, полузащитник и тренер. Заслуженный мастер спорта СССР (1947).
Младший брат Константина Лемешева, главного тренера ленинградского «Зенита» (1941—1945, 1948—1950).

## Биография
Начал играть в 1925 году в Ленинграде в клубной команде «Красный путиловец». С 1930 года — в основной команде «Красного путиловца».
В 1933—1935, 1936 (с мая) — 1940 выступал за ленинградский клуб «Красная заря» / «Электрик». В 1936 (по май) играл за «Локомотив» (Ленинград).
В 1941—1949 играл за ленинградское «Динамо», с 1945 капитан команды.
В чемпионатах СССР провел 159 матчей, забил 11 мячей. Также провел 11 игр в недоигранном чемпионате СССР 1941 года.
В 1932—1941, 1944—1946 выступал за сборную Ленинграда. Капитан сборной в 1936—1941, 1944.
Как игрок характеризовался смелыми и решительными действиями на поле, темпераментно руководил партнерами, вдохновлял их личным примером. Хорошо играл позиционно, умело боролся за верховые мячи.
В 1952—1954 (по апрель) годах — главный тренер ленинградского «Зенита».

## Достижения
- Чемпион РСФСР 1932
- Чемпион Ленинграда 1934
- Участник турне московского «Динамо» по Великобритании 1945 года.